# Coercitio

La coercitio ou ius coercitionis (littéralement « droit de réprimer ») est un droit de contrainte dont disposent tous les magistrats romains à des degrés divers dépendant de leur niveau d'imperium. Les magistrats usent de ce droit pour intervenir lorsqu'ils jugent que l'ordre public est troublé, de la désobéissance à un ordre jusqu'au crime qui met en péril la stabilité de l'État (par exemple la haute trahison). Grâce à ce droit répressif, les magistrats peuvent assurer une mission de police et infliger des peines allant de simples amendes à la peine capitale.

## Les différentes formes decoercitio
Un magistrat a de nombreux moyens de faire respecter son droit de coercitio. Il peut s'agir notamment d'une ordonnance provisoire (interdicta), d'une condamnation à des amendes (multae dictio), d'une arrestation et d'emprisonnement pour de courtes périodes (vincula) pour assurer par exemple la présence de l'accusé lors de son procès, de la saisie voire la destruction de biens (pignoris capio), de châtiments corporels (verbera) comme la flagellation jusqu'à ce qu'elle soit proscrite par les Leges Porciae au IIe siècle av. J.-C., de la prise de promesses et de serments, de la mise en esclavage, de la condamnation à l'exil et enfin du droit de tuer (coercitio plenissima ou capitalis) via une condamnation à mort par décapitation précédée de la flagellation (securi percussio).

## Coercition capitale

### Des origines à laLex Valeria

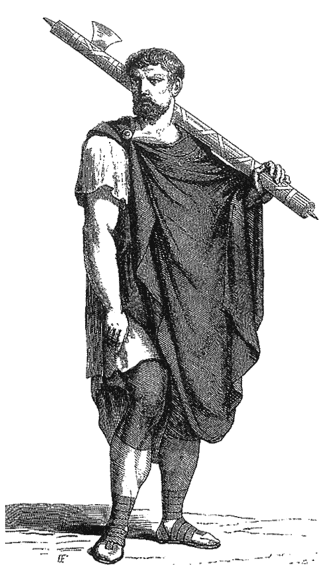
Licteur romain portant un faisceau muni d'une hache, Cesare Vecellio, 1860.

À l'origine, le droit des magistrats supérieurs de faire usage de la coercition capitale est absolu, applicable domi, c'est-à-dire à Rome et dans la limite d'un mille, et militiae, c'est-à-dire durant les opérations militaires. Ce droit de coercition capitale est symbolisé par les faisceaux (fasces) munis d'une hache que portent les licteurs qui précèdent les hauts magistrats et qui sont employés dans les deux châtiments successifs employés pour la peine capitale : les faisceaux à proprement parler sont utilisés comme verges lors de la flagellation et la hache sert pour la décapitation qui suit. Ce droit de vie et de mort sur les citoyens trouve son meilleur exemple dans la tradition avec l'exécution par leur père des deux fils de Brutus.
Selon les annalistes antiques, il s'agit du dernier exemple de securi percussio pour un délit d'ordre civil à Rome. En effet, peu de temps après, Publius Valerius Publicola, un des premiers consuls de la République romaine, aurait fait voter des lois qui auraient eu pour effet l'abolition de la coercition capitale consulaire. Ainsi, dès 509 av. J.-C., les haches auraient été retirées des faisceaux dans Rome. Elles n'y sont replacées que lorsqu'un des consuls quitte Rome pour mener une armée en campagne. Cette version de l'annalistique paraît aujourd'hui très douteuse et il est généralement admis que la première loi authentique qui a eu pour effet la disparition de la securi percussio date de 300 av. J.-C., les lois antérieures dites de provocatione seraient anachroniques,. Le droit d'appel n'existe pas dans le droit archaïque romain et avant l'institution de la provocatio, la seule protection du citoyen face à l'arbitraire des consuls réside dans l'auxilium tribunitien.

### Limite de la coercition capitale
À partir de 300 av. J.-C., les citoyens romains bénéficient donc d'une protection contre la coercitio capitale des magistrats supérieurs grâce à l'institution de la provocatio. Celle-ci vient compléter l'intercession tribunitienne, devenue inefficace, et garantit le droit à l'appel au peuple (provocatio ad populum) en cas de coercition capitale, si elle prend la forme d'une condamnation à la peine de mort par décapitation, précédée de la flagellation. Au départ, la provocatio ne peut s'appliquer qu'à Rome et dans la limite d'un mille en périphérie, le pouvoir de coercitio demeure alors absolu hors de la ville de Rome. Cette nouvelle procédure d'appel, si elle n'abolit pas en théorie l'usage de la coercition capitale, constitue un frein à l'arbitraire des magistrats. Dans les faits, ces derniers cessent de recourir à la coercition capitale, évitant ainsi que leur décision ne puisse être remise en cause par le peuple via les comices. La justice assurée par les comices remplace dès lors la coercition consulaire pour les délits politiques mais ne remet pas en cause le système de justice criminelle. La loi de 300 av. J.-C. ne statue que sur l'exécution par décapitation précédée de la flagellation et de nouvelles formes de coercitions apparaissent, permettant de contourner cette loi. Ainsi, un citoyen peut être mis à la vente, une forme de coercition assez lourde mais qui ne contrevient pas à la nouvelle législation.
La securi percussio devient alors le mode d'exécution capitale utilisée exclusivement dans l'armée romaine avant qu'elle n'y soit également abolie après avoir été longtemps pratiquée. À Rome (domi), certains magistrats extraordinaires, comme les dictateurs, conservent leur pouvoir de coercition capitale, n'étant pas concernés par les lois de provocatione.